# Округ Памлико (Северна Каролина)
Памлико (енгл. Pamlico County) је округ у америчкој савезној држави Северна Каролина.

## Демографија
По попису из 2010. године број становника је 13.144, што је 210 (1,6%) становника више него 2000. године.
| Група             | 2000.         | 2010.         |
| Белци             | 9.384 (72,6%) | 9.828 (74,8%) |
| Афроамериканци    | 3.178 (24,6%) | 2.632 (20,0%) |
| Азијати           | 49 (0,4%)     | 50 (0,4%)     |
| Хиспаноамериканци | 171 (1,3%)    | 412 (3,1%)    |
| Укупно            | 12.934        | 13.144        |